# 維拉爾—佩羅薩空用衝鋒槍
維拉爾—佩羅薩（Villar Perosa）是一款由意大利在第一次世界大戰期間開發的可攜式自動火器。其名稱取自其原產地，維拉爾佩羅薩。
該槍原本是設計給軍機上的第二名機組人員或視察員使用，但後來被裝備到地上部隊。從1916年5月—11月間，意大利陸軍內各個步兵營各分配得1把維拉爾—佩羅薩，從1917年5月起數量增加至每營3把。
由於維拉爾—佩羅薩發射9毫米口徑手槍子彈，故被認為是世界上第一種衝鋒槍。

## 設計
維拉爾—佩羅薩被設計為一款發射9毫米口徑子彈的可攜式雙管機槍。它由兩把獨立運作的槍械以水平並排的方式結合而成，它們均有自己的槍管、火控組和25發彈匣。
由於最初是以空用武器為前提下設計，維拉爾—佩羅薩的射速高達1,500發／分鐘以上。然而實際上9毫米口徑手槍子彈並不足以擊落戰鬥機，更不用說在戰爭後期的機型對子彈的抵抗力更強。而且該槍射程也不足。
裝有兩腳架和槍盾的版本也被一戰時期的意大利步兵所使用。儘管有著射速及重量過高和不尋常的設計等缺點，該槍在近距離火拼時已被證明為非常有效。

## 後續發展
奧匈帝國於1918年製作了一款仿製維拉爾—佩羅薩的武器，是為“M.18突擊手槍”（Sturmpistole M.18）。不同於其仿製對象，M.18以直彈匣供彈。
維拉爾—佩羅薩的內部結構還被後來的OVP 1918衝鋒槍所繼承。

## 使用者
- 奥匈帝国：使用繳獲品。
- 德國：使用繳獲品。
- 意大利[1]
- 英国：僅用於測試，發射.455威百利自動彈（英语：.455 Webley Automatic）[3][4]。

## 外部連結
- YouTube video of the Villar Perosa SMG Firing （页面存档备份，存于）
- Defence Configuration （页面存档备份，存于）
- Replica Aircraft Configuration （页面存档备份，存于）
- Villar Perosa 9mm MOD.15 SMG （页面存档备份，存于）
- Modern Firearms
- VITTORIO BOBBA Pistola mitragliatrice Villar-Perosa mod. 1915 （页面存档备份，存于）
- M1915 Video （页面存档备份，存于）
- YouTube animation showing mechanism of Villar Perosa mounted in Voisin 3 aircraft （页面存档备份，存于）